# Lee Morgan
Lee Morgan, trompetista i compositor estatunidenc de jazz, va néixer l'any 1938 a Filadèlfia i morí el 1972 a Nova York.
Lee Morgan va ser un nen prodigi del jazz. Als 18 anys s'incorpora al conjunt de Dizzy Gillespie, on hi deixa mostres del seu talent durant dos anys. A partir de 1956 comença a registrar àlbums com a líder pel segell discogràfic Blue Note, amb el qual va treballar principalment al llarg de la seva carrera. La seva principal influència va ser Clifford Brown.
Al mateix temps també actua com a sideman en diversos àlbums de Hank Mobley i en el Blue Train de John Coltrane. Va formar part dels Jazz Messengers d'Art Blakey durant diversos anys, prenent part en un dels àlbums de Blakey que és considerat unànimament una obra mestra del hard-bop, Moanin'.
Entre l'any 1961 i el 1963 la seva activitat musical és gairebé nul·la a causa de l'addicció a les drogues.
Morgan intenta apropar-se a l'estil d'avantguarda del jazz a inicis dels 60, tocant amb Grachan Moncur III en el disc Evolution i experimentant amb nous camins en alguns dels seus àlbums, com ara Search for the New Land (1964). Però l'enorme popularitat que aconseguí amb The Sidewinder (1963), el seu àlbum més reconegut, va fer-lo desistir de la via experimental. La cançó que dona nom al disc va entrar en les llistes d'èxits pop. The Sidewinder és una successió frenètica de ritmes alegres, dominats per la poderosa secció de vents que formen la trompeta de Morgan i el saxo de Joe Henderson. Tan enorme fou l'impacte d'aquest disc, que la Blue Note va intentar crear un subestil a partir d'ell. En la segona meitat dels 60 molts artistes de menys categoria es van limitar a copiar-ne la fórmula, però sense cap mena d'originalitat creativa i sense tenir la qualitat de Lee Morgan.
Lee Morgan va ser assassinat l'any 1972 per la seva dona durant una discussió en un popular club de jazz de Nova York.

## Discografia
Com a líder:
- The Cooker (1957)
- Candy (1957)
- Here's Lee Morgan (1960)
- Lee-Way (1960)
- The Sidewinder (1963)
- Search for the New Land (1964)
- The Gigolo (1965)
- The Procastinator (1967)

Com a sideman
- Blue Train (1957, John Coltrane)
- Sermon! (1958, Jimmy Smith)
- Night in Tunisia (1960, Art Blakey & The Jazz Messengers)
- Night Dreamer (1964, Wayne Shorter)